# Henrik Olsson
Henrik Olsson (* 14. Januar 1994 in Solna, Schweden) ist ein schwedischer Handballspieler. Sein Vater ist der ehemalige Weltklasse-Handballspieler Staffan Olsson.
Der 1,90 m große und 82 kg schwere Rechtshänder kann im Rückraum auf der linken und zentralen Position eingesetzt werden. Er begann mit dem Handballspiel bei IFK Tumba HK, wo er auch in der schwedischen Elitserien debütierte. 2013 wurde er Schwedischer Jugendmeister mit Tumba. Anschließend wechselte er zum schwedischen Meister 2012/13 HK Drott Halmstad. Dort debütierte er in der EHF Champions League 2013/14. Ab dem Sommer 2015 lief er für den schwedischen Erstligisten Ricoh HK auf. Im Sommer 2018 schloss sich Olsson dem französischen Verein Tremblay-en-France Handball an. Im Sommer 2021 wechselte er zum Ligakonkurrenten Istres Provence Handball. Im Sommer 2023 wechselte er zum Hammarby IF.
Mit der schwedischen Auswahl nahm er an der U19-Weltmeisterschaft 2013 teil.
Henrik Olsson, der in Kiel aufgewachsen ist, studiert an der Hochschule Halmstad.